# النخيل مول
النخيل مول يعد أكبر الأسواق العصرية في جانب الرصافة من العاصمة بغداد قامت بتنفيذه شركة دورشستر العقارية البريطانية، وشركة أمواج الدولية بكلفة 12 مليون دولار أمريكي. يتكون المول من ثلاث طوابق وطابق أرضي إضافة إلى موقف للسيارات بسعة 150 سيارة، ويحتوي على محالاً تجارية ومعارض ومطاعم وسينما ومراكز ترفيهية، يقع المول في شارع فلسطين في بغداد، العراق.

## تصميم المول
تضمن المول أحدث التصاميم العالمية خلال مراحل بنائه إضافة إلى منظومة الكهرباء الحديثة وخمس محولات تم ربطها بخط الكهرباء الوطنية، ومنظومة الغاز الحديثة الخاصة للمطاعم التي صممت بتقنية عالية حديثة.
يتكون المول من ثلاثة طوابق، دخلت العديد من الشركات العالمية في استئجار الطابق الأول والثاني في المول وهي شركة «كوزومو» و«إل سي وايكيكي» و«شانا» و«ميريل» أضافة إلى شركات إماراتية وأردنية وتركية.أما الطابق الثالث فيضم سلسة من مطاعم متنوعة ومنظومة ألعاب خاصة للأطفال، وأكّد أن المشروع وفر فرصة عمل  لحوالي (300) من الأيدي العاملة خلال فترة بنائه.

## المتاجر
يحتوي المول على عدة محال ومتجار ذو انتشار عالمي، هي:
| - كوزمو؛ سوبر ماركت. - لوفيان؛ محال ألبسة رجالية. - بلانكو؛ محال ألبسة. - ليفايس؛ محال ملابس جينز. - دوكرز؛ محال ألبسة - ميريل؛ محال أحذية. |  | - أديداس؛ محال أحذية وملابس رياضية ومعدات رياضية وعناية شخصية. - كاتربيلر؛ محال للمعدات الثقيلة والمحركات والخدمات المالية. - ريد تاج؛ محال ألبسة رجالية ونسائية وأطفال ومنزلية. - إل سي وايكيكي؛ محال ألبسة رجالية نسائية وأطفال. - شانا؛ محال ألبسة. - نستلة تول هاوس كافيه؛ مقهى. |